# Paralelizm psychofizyczny
Paralelizm psychofizyczny – pogląd filozoficzny, konkretniej w filozofii umysłu, dotyczący dylematu psychofizycznego. 
Jeśli przyjmiemy ontologiczne założenie, że człowiek złożony jest z dwu substancji, jednej materialnej, przestrzennej, mianowicie ciała, i drugiej niematerialnej, duszy czy też umysłu, i będziemy starali się wyjaśnić fakt, że obie te substancje są nierozerwalnie ze sobą związane, (np. myśl czy też wola  ruchu poprzedza wykonanie tego ruchu), możemy uznać, że ten związek czasowy jest czymś innym niż związkiem przyczynowym między tymi dwiema substancjami. Jednym z możliwych rozwiązań tego dylematu jest okazjonalizm, innym właśnie paralelizm psychofizyczny, który tłumaczy, że zbieżność w czasie faktów na płaszczyźnie materialnej i niematerialnej jest spowodowana działaniem jakiejś zewnętrznej siły, która ustaliła na samym początku bieg zdarzeń na obu płaszczyznach, tak żeby pasowały do siebie, ale nie interweniuje już podczas stawania się faktów materialnych i niematerialnych. Paralelizm psychofizyczny w wersji tzw. "harmonii przedustawnej" jest dziełem Leibniza.
W psychologii do przedstawicieli paralelizmu psychofizycznego zalicza się ojca psychologii naukowej Wilhelma Wundta.